# سانديا توليتي
ساندي روز توليتي (من مواليد 13 يوليو 1995) هي لاعبة كرة قدم فرنسية محترفة تلعب في مركز خط وسط لصالح نادي ريال مدريد الإسباني في الدوري الممتاز ومنتخب فرنسا الوطني لكرة القدم للسيدات.

## مسيرتها المهنية
انضمت سانديا تولتي لاعبة خط وسط إلى مونبلييه في عام 2010 وانضمت للفريق الأول في عام 2013. مع منتخب فرنسا تحت 17 عامًا، لعبت تولتي في بطولة أوروبا للسيدات تحت 17 عامًا 2012 وتم اختيارها كأفضل لاعبة ذهبية في الاتحاد الأوروبي لكرة القدم بعد خسارة فرنسا بركلات الترجيح في النهائي أمام ألمانيا. فازت في بطولة العالم للسيدات تحت 17 عامًا مع منتخب فرنسا في وقت لاحق من هذا العام، بعد هزيمة منتخب كوريا الشمالية في النهائي بعد ركلات الترجيح. في بطولة أوروبا للسيدات تحت 19 عامًا 2013، اختيرت تولتي أفضل لاعبة ذهبية في الاتحاد الأوروبي لكرة القدم مرة أخرى. في النهائي، سجلت الهدف الأول لفرنسا في فوزها 2-0 في الوقت الإضافي على إنجلترا.
في أكتوبر 2013، ظهرت لأول مرة مع المنتخب الفرنسي الأول في فوز 6-0 على بولندا.

## الأنجازات
فرنسا تحت 19 سنة
- بطولة الاتحاد الأوروبي لكرة القدم للسيدات تحت 19 سنة: 2013

فرنسا تحت 17 سنة
- كأس العالم للسيدات تحت 17 سنة لكرة القدم: 2012

فردي
- بطولة الاتحاد الأوروبي لكرة القدم للسيدات تحت 17 سنة: - اللاعبة الذهبية 2012[5]
- بطولة الاتحاد الأوروبي لكرة القدم للسيدات تحت 19 سنة: - اللاعبة الذهبية 2013[6]